# پوریا عالمی
پوریا عالمی (زادهٔ اسفند ۱۳۶۱ در تهران) نویسنده، طنزنویس، روزنامه‌نگار و نویسنده کودک ایرانی است. او با ستون‌نویسی طنز در روزنامه‌های ایران در دههٔ ۸۰ و ۹۰ شناخته می‌شود. ستون‌های کاناپه‌چی، آسانسورچی و ماجراهای میدون و سوفیا از جمله ستون‌های پر خوانندهٔ این نویسنده بوده‌است که به صورت کتاب نیز منتشر شده‌است. همچنین مجموعه داستان‌ها و شعرهایی از او در ایران منتشر شده‌است.
کاتیا فولمر، پژوهشگر آلمانی طنز ایران، در کتابش در کنار نام‌هایی هم‌چون کیومرث صابری فومنی، عمران صلاحی و ابراهیم نبوی از پوریا عالمی به عنوان یکی از طنزنویسان شناخته‌شده در ایران نام می‌برد.
این نویسنده در سال ۱۳۹۸ از دنیای مطبوعات خداحافظی کرد و از آن پس به‌عنوان نویسندهٔ کودک در مجموعهٔ آی‌قصه و همچنین به‌عنوان سردبیر در رادیو گوشه فعالیت فرهنگی خود را ادامه داد.

## زندگی حرفه‌ای
عالمی بعد از گرفتن مدرک دیپلم، تحصیلات خود را رها کرد. پیش از آن و همزمان با تحصیل دوره متوسطه به عنوان کتابدار در کتابخانه عمومی شهریار و فرهنگسرای شهرک اندیشه مشغول به کار بود. او در این دوره فعالیت مطبوعاتی خود را با همکاری با نشریاتی همچون نوروز و گل‌آقا آغاز کرد.
در سال ۱۳۸۱ اولین بازی فکر خود با عنوان شنل قرمزی را با ایدهٔ ترکیب کمیک‌استریپ و قصه‌گویی، نقشه بازی و کتاب قصه، با تصویرسازی بزرگمهر حسین‌پور، طراحی و روانه بازار کرد. همزمان در این دوره صفحه‌آرایی ماهنامه گل‌آقا و سپس مدیریت هنری چند مجله و روزنامه را تجربه کرد.
اولین کتاب خود را به صورت ناشر مؤلف به عنوان نیم‌ساعت قبل از ساعت هفت در تهران منتشر کرد و سپس نویسنده، سرپرست نویسندگان و سردبیر برنامه‌های رادیویی فرهنگی در رادیو تهران تا ابتدای سال ۱۳۸۸ شد.
در سال ۱۳۸۸ در دوره جدید انتشار روزنامه اعتماد ملی، ستون فال قهوه و مادر رجب را نوشت که باعث شهرت او شد. همچنین همزمان مسئول بخش طنز صفحه شبنامه – نخستین صفحه روزانه طنز در مطبوعات فارسی‌زبان – در روزنامه اعتماد ملی بود.
پس از این بود که به عنوان ستون‌نویس طنز شناخته شد. ستون‌های کاناپه‌چی، آسانسورچی و ماجراهای میدون و سوفیا از جمله ستون‌های پر خوانندهٔ این نویسنده بوده‌است.

## فعالیت در مطبوعات
پوریا عالمی در سال ۱۳۷۹ در حالی که در کلاس سوم دبیرستان تحصیل می‌کرد همکاری رسمی خود را مؤسسه فرهنگی گل‌آقا به عنوان کتابدار و نویسنده آغاز کرد. او فعالیت مطبوعاتی خود را همین سال با روزنامه نوروز و روزنامه همشهری و مجله گل‌آقا آغاز کرد. حرفهٔ اصلی او در دورهٔ فعالیت مطبوعاتی ستون‌نویسی طنز برای روزنامه‌ها و مجلات بود. برخی از این ستون‌ها آن‌قدر مشهور شدند که بعدها به صورت کتاب به فروش رسیدند. او مدتی نیز دبیر بازی و طراح بازی‌های رومیزی در مجله بچه‌ها گل‌آقا بود.

### ستون‌های طنز
عالمی تا سال ۱۳۹۸ به‌عنوان ستون‌نویس ثابت روزنامه‌های سیاسی ایران شناخته می‌شد. برخی از این ستون‌ها عبارتند از:
| عنوان ستون                | محل انتشار            | سال  | مدت انتشار |
| ------------------------- | --------------------- | ---- | ---------- |
| فال قهوه                  | روزنامه اعتماد ملی    | ۱۳۸۸ |            |
| مادر رجب                  | روزنامه اعتماد ملی    | ۱۳۸۸ |            |
| کاناپه                    | روزنامه اعتماد        | ۱۳۸۹ |            |
| نشر اکاذیب                | روزنامه قانون         | ۱۳۹۳ |            |
| از هر نظر بی‌ضرر           | روزنامه شرق           | ۱۳۹۶ |            |
| آمبولانس‌چی                | روزنامه شرق           | ۱۳۹۱ |            |
| آچارکشی                   | روزنامه شرق           | ۱۳۹۵ |            |
| بی‌ضرر                     | روزنامه نوروز         | ۱۳۷۸ |            |
| شهر بازی                  | روزنامه همشهری        | ۱۳۷۹ |            |
| آسانسورچی                 | مجله چلچراغ           | ۱۳۸۹ |            |
| داستان عجیب میدون و سوفیا | روزنامه شرق           | ۱۳۹۸ |            |
| زمین خاکی                 | روزنامه ورزش و اندیشه | ۱۳۸۳ |            |
| پنجره‌ای رو به آب‌انبار     | همشهری جمعه           | ۱۳۸۱ |            |

### مجله نیمکت
پوریا عالمی در سال ۱۳۹۳ سردبیری مجله نیمکت ویژه نوجوانان را به عهده گرفت اما خیلی زود در خردادماه همان سال جلوی انتشار این مجله گرفته شد. در این زمان در مجلس شورای اسلامی، جلسه‌ای برای استیضاح علی‌اصغر فانی، وزیر آموزش و پرورش در حال برنامه‌ریزی بود که گفته می‌شود دو سؤال از ده سؤال نمایندگان مخالف مجلس دربارهٔ مجله نیمکت قرار بود پرسیده شود. مجله نیمکت یک روز قبل از تشکیل جلسهٔ استیضاح در ۴ خرداد ۱۳۹۴ اعلام کرد که «به دلیل مشکلات مالی» دیگر منتشر نخواهد شد.

## کتاب‌ها
پوریا عالمی در طول سال‌های فعالیت مطبوعاتی خود، در زمینهٔ شعر و داستان نیز فعالیت کرده‌است. او با رمان پنجره زودتر می‌میرد نامزد دریافت جایزهٔ هوشنگ گلشیری شد. همچنین از او مجموعه شعرهایی منتشر شده‌است که معاهدهٔ نوشیدن چای یکی از مشهورترین کتاب‌های شعر اوست. با این وجود عمدهٔ کتاب‌های منتشر شده از این نویسنده گردآوری ستون‌های طنزی است که در روزنامه‌های مختلف از او منتشر شده‌است.
| عنوان                                             | سال چاپ | انتشارات | نکات                                                                                       |
| ------------------------------------------------- | ------- | -------- | ------------------------------------------------------------------------------------------ |
| داستان دوتا روباه که در الفبای فارسی زندگی می‌کنند | ۱۴۰۲    | گاندو    | کتاب کودک با تصویرسازی مجتبی حیدرپناه. تقدیرشده باشگاه فناوری و نوآوری یونسکو              |
| داستان ه آخر تنها                                 | ۱۴۰۲    | گاندو    | کتاب کودک با تصویرسازی مجتبی حیدرپناه. تقدیرشده باشگاه فناوری و نوآوری یونسکو              |
| داستان آی با کلاه                                 | ۱۴۰۲    | گاندو    | کتاب کودک با تصویرسازی مجتبی حیدرپناه. تقدیرشده باشگاه فناوری و نوآوری یونسکو              |
| دفتر خلاقیت                                       | ۱۳۹۹    | گاندو    | آموزش خلاقیت. تقدیرشده باشگاه فناوری و نوآوری یونسکو                                       |
| لکنت                                              | ۱۴۰۰    | چشمه     | مجموعه شعر                                                                                 |
| معاهده نوشیدن چای                                 | ۱۳۹۶    | گاندو    | مجموعه شعر                                                                                 |
| کاناپه‌چی                                          | ۱۳۹۶    | مروارید  | مجموعه طنز سیاسی روزنامه اعتماد در سال‌های ۸۸ و ۸۹ به انتخاب و با مقدمه ماشالله شمس‌الواعظین |
| آمبولانس‌چی                                        | ۱۳۹۶    | مروارید  | مجموعه طنز سیاسی روزنامه شرق در سال‌های ۹۰ و ۹۱                                             |
| اکون‌آبادی‌ها                                       | ۱۳۹۵    | گاندو    | داستان بلند طنز با تصویرگری سلمان طاهری                                                    |
| آسانسورچی                                         | ۱۳۹۳    | مروارید  | مجموعه طنز سیاسی و اجتماعی هفته‌نامه چلچراغ                                                 |
| آدم‌های عوضی                                       | ۱۳۹۳    | مروارید  | مجموعه داستان                                                                              |
| کتاب غم                                           | ۱۳۹۳    | مشکی     | شعر بلند                                                                                   |
| از هر نظر                                         | ۱۳۹۳    | آمه      | مجموعه‌طنز سیاسی - اجتماعی روزنامه شرق درسال‌های ۹۲ و ۹۳                                     |
| بی‌ضرر                                             | ۱۳۹۳    | آمه      | مجموعه‌طنز سیاسی - اجتماعی روزنامه شرق در سال ۹۲ و ۹۳                                       |
| مادر رجب                                          | ۱۳۹۴    | روزنه    | مجموعه طنز منتشرشده در روزنامه اعتماد ملی در سال ۱۳۸۸                                      |
| پنجره زودتر می‌میرد                                | ۱۳۸۹    | علم      | نامزد دریافت جایزه هوشنگ گلشیری و جایزه رمان متفاوت واو                                    |
| تفنگ‌بازی                                          | ۱۳۸۹    | روزنه    | مجموعه طنز با طراحی مهدی کریم‌زاده                                                          |
| دخترها به راحتی نمی‌توانند درکش کنند               | ۱۳۸۸    | روزنه    | تصویرگر توکا نیستانی                                                                       |
| نیم‌ساعت قبل از ساعت هفت                           | ۱۳۸۴    | مؤلف     | مجموعه داستان                                                                              |
| کتاب کاریکاتور گل‌آقا                              | ۱۳۸۰    | گل‌آقا    | همکاری در تألیف با بزرگمهر حسین‌پور                                                         |
| فال قهوه                                          |         |          | منتشرنشده                                                                                  |

## حکم زندان و خداحافظی از مطبوعات
عالمی در بهمن و اسفند ۱۳۹۱ توسط توسط وزارت اطلاعات جمهوری اسلامی ایران دستگیر و به‌مدت ۳۲ روز در زندان اوین حبس شد.
بازداشت او به همراه ۱۴ نفر دیگر از روزنامه‌نگاران اتفاق افتاد. با وجود این‌که بیشتر این بازداشت‌شدگان پس از مدتی آزاد شدند اما پوریا عالمی به اتهام «تبلیغ علیه نظام»، از سوی شعبه ۲۶ دادگاه انقلاب به پنج سال حبس تعلیقی و دو سال ممنوع‌الخروجی محکوم شد. این حکم سپس توسط شعبه ۵۴ دادگاه تجدیدنظر به یک سال حبس تعزیری و دو سال ممنوع‌الخروجی تبدیل شد.

او در مهر ۱۳۹۸ با انتشار یادداشتی از اجرای حکم خود خبر داد و بلافاصله خداحافظی خود را از مطبوعات اعلام کرد. مدتی بعد خبرگزاری میزان، متعلق به قوه قضاییه از عفو ۳۲ نفر از محکومین خبر داد که نام پوریا عالمی نیز در این میان دیده می‌شد.

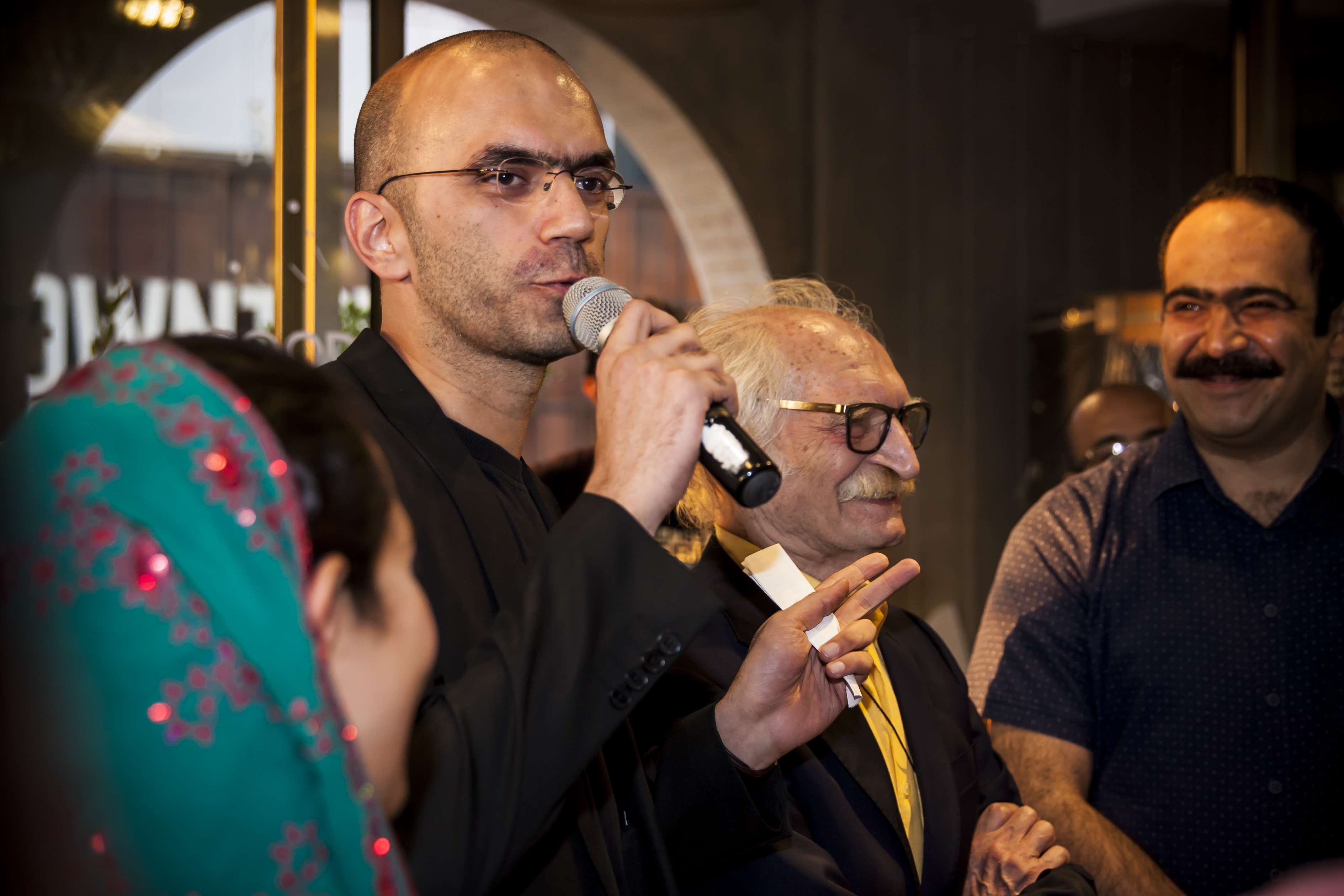
پوریا عالمی در کنار محمود دولت‌آبادی و بهادر مالکی - جشن رونمایی شهر آی قصه - شهریور ۱۳۹۸

## دیگر فعالیت‌ها
هم‌اکنون او به عنوان بنیان‌گذار و مدیرعامل دو مجموعهٔ آی‌قصه و رادیو گوشه مشغول فعالیت است.
آی‌قصه، یک پلتفرم موبایلی برای تولید قصهٔ کودک به زبان فارسی است که از سال ۱۳۹۷ آغاز به کار کرده‌است. عالمی در این مجموعه علاوه بر مدیریت، به عنوان نویسندهٔ سریال شهر آی‌قصه نیز مشغول به‌کار است.
در کنار این فعالیت‌ها او کارگاه‌هایی را با موضوع روزنامه‌نگاری، طنزنویسی، تفکر خلاق در دانشگاه‌های تهران، دانشگاه علامه (اقتصاد)، دانشگاه هنر و بعضی از دبیرستان‌ها برگزار می‌کند.